# Якушенко Ігор Васильович
Якушенко Ігор Васильович (15 квітня 1932, Москва — 8 березня 1999) — російський композитор, фольклорист і педагог.
Закінчив Музично-педагогічне училище ім. Гнесіних (1956, клас А. Хачатуряна). Автор музики до спектаклів, кінофільмів («Ласкаво просимо, або стороннім вхід заборонено» (1964, у співавт. з М. Тарівердієвим), «Ленін у Швейцарії» (1965) та ін.), радіо- та телевистав, зокрема до української стрічки «Зелений фургон» (1959, у співавт. з Б. Карамишевим).
Також написав музику до мультфільмів: «Півень і фарби» (1964), «Автомат» (1965), «Вовка в тридев'ятому царстві» (1965), «Ось які чудеса» (1965), «Автомобіль, любов і гірчиця» (1966), «Російські наспіви» (1972), «Гуморески» (1973, Випуск 1), «Слухається справа про ... не дуже комічна опера» (1976), «Зайченя і муха» (1977).
Автор багатьох популярних естрадних пісень.